# 赤道坐標系統

天球坐標系統

赤道坐標系統，又作赤道座標系統，大概是使用得最廣泛的天球坐標系統，它的元素是：
- 赤经（{\displaystyle \alpha }）也記作 RA
- 赤纬（{\displaystyle \delta }）也記作 DEC

它與地理坐標系統非常相似，因為兩者使用相同的基準平面和相同的极点。地球的赤道在天球上的投影就稱為天球赤道，相同的，地理極點在天球上的投影就是天極。它有兩種變化：
- 時角系統像地理坐標系統一樣，被固定在地球的表面上。
- 赤經系統被固定於恆星上（實際上並非如此，請參考歲差和章動）。

因此，在經過一夜或數個夜晚，就能看出來星星在天空中的位置移動了，當然，這並非恆星在天球上的運動，只是地球運動造成的。因為歲差和章動的影響，在相當長的時間間隔下所做的觀測，就必須註明所使用的特殊曆元，為行星、恆星、星系等等的位置做記錄。現在使用的曆元是J2000.0分點，稍早期使用的是B1950.0分點。
赤道坐標系統中與緯度相似的值是赤緯（縮寫為 DEC），是天體在天球赤道上方或下方的角度。與經度對應的是赤經（縮寫為 RA），是與春分點的角度距離，不同於經度的是赤經以時、分、秒為單位，而非度、分、秒。因為地球的運動造成赤道坐標系統的視運動，就會造成恆星時和時角的相對變化。將天球運轉一週的時間定為24小時，所以每小時天球會轉動15度（360° / 24h = 15）。
赤道坐標系統也是赤道仪上很普通的設備，也就是定位圈。定位圈與星圖或星曆表上的位置結合，可以讓赤道儀很容易的指向已知天體在天球上的位置。

## 資料來源
- 這篇文章源自 Jason Harris 的天文軟體 KStars，是以 Linux/KDE 為平台的桌上電腦的天象儀程式。參考 （页面存档备份，存于）